# Piotr Olek
Piotr Olek ps. „Gołąb“ (ur. 29 marca 1910 w Kobylanach, zm. 3 lutego 1943 w Zabierzowie) – polski wojskowy, oficer Armii Krajowej, patron Szkoły Podstawowej w Kobylanach. 
Pochodził z wielodzietnej rodziny chłopskiej. Po zdaniu matury w VIII Gimnazjum im. Augusta Witkowskiego w Krakowie został powołany do Szkoły Podchorążych Rezerwy Piechoty w Zambrowie. Należał do Stowarzyszenia Młodzieży Polskiej,  pracował w kancelarii komornika sądowego. Z chwili wybuchu II wojny światowej zaangażował się w pracę konsekracyjną, przyjmując ps. "Gołąb". Był jednym z głównych organizatorów, a następnie komendantem  placówki „Zabierzów”, działającej od 1940 r. pod kryptonimem „Smuga” i liczącej około 1490 żołnierzy. Zginął 3 lutego 1943 r. w czasie próby ucieczki z zasadzki zorganizowanej przez Gestapo w posiadłości rodziny Poganów w Zabierzowie. Ciało Piotra Olka wykradł jego brat, Stanisław i pochował je w nocy w obecności księdza na cmentarzu w Bolechowicach. 
W 1991 r. imię por. Piotra Olka otrzymała Szkołą Podstawowa w jego rodzinnej miejscowości.